# Карпа (сателит)
Карпа или Јупитер XLVI је директни неправилни Јупитеров природни сателит.
Открио ју је тим астронома са Универзитета на Хавајима, на челу са Скотом Шепардом 2003, када је новооткривено небеско тело названо S/2003 J 20. У марту 2005. добила је свој садашњи назив, и то по грчкој богињи јесени — Карпи. За разлику од већине Јупитерових природних сателита који се својом орбитом крећу у групама, Карпа се креће сама, и то између Хималијине и Ананкине групе. Њен пречник износи око 3 km.